# Žleb (skalní útvar)
Žleb (také žlab případně skalní žleb nebo horský žleb) je svislý nebo šikmý skalní útvar. Je často využívaný horolezci či vysokohorskými turisty jako přístupová cesta k vrcholu hory, případně k přechodu z jednoho vysokohorského údolí do druhého přes sedlo.

## Názvosloví
Pojmenováním žleb je především na Moravě označováno hluboké a úzké údolí, v Čechách je užíváno pojmenování důl nebo starší dol a označení žleb se používá zejména jako český ekvivalent německého názvu „Grunt“.

## Čechy
- některé části západní stěny Labského dolu v Krkonoších.
- Řehořův žleb (také Řehořův důl) - rokle s turistickou stezkou z Ústí nad Orlicí na Andrlův chlum
- Horní Žleb, Prostřední Žleb a Dolní Žleb jsou místní části města Děčína na levém břehu Labe, do r. 1950 Horní Grunt, Prostřední Grunt a Dolní Grunt

## Morava
- Čertův žleb v přírodní rezervaci Jelení skok severně od Adamova v okrese Blansko
- Drahanský žleb ve Vojenském újezdu Březina
- Koutský žleb, údolí Divokého potoka na jižním svahu Červenohorského sedla
- Maršovský žleb, údolí Maršovského potoka, kterým vede cesta spojující Lažánky s Herolticemi v okrese Brno-venkov
- Prostřední žleb, severně od obce Salaš v okrese Uherské Hradiště
- Ptáčovský žleb, údolí potoka Lubí na východním okraji Třebíče
- Repešský žleb ve Vojenském újezdu Březina
- Psí žleb, severovýchodně od Ruprechtova v okrese Vyškov s nálezem zaniklé vsi Hamlíkov
- Pustý žleb, krasový kaňon v Moravském krasu
- Pytlácký žleb, severní okraj přírodní rezervace Jelení skok severně od Adamova v okrese Blansko
- Smutný žleb, přírodní rezervace západně od obce Salaš v okrese Uherské Hradiště
- Studený žleb, údolí řeky Litavy od pramene až po obec Zástřizly v okrese Kroměříž
- Studený žleb západně od obce Salaš v okrese Uherské Hradiště
- Studený žleb hluboké údolí s příkrými stráněmi podél Rovečínského potoka
- Suchý žleb, krasový kaňon v Moravském krasu
- Sviní žleb v pohoří Hrubý Jeseník západně od vrcholu Vysoká hole
- Žbánovský žleb ve Vojenském újezdu Březina